# Villa Vescovile
La villa Vescovile è un palazzo storico che si trova a Montebelluna, in provincia di Treviso. Il complesso è completato dall'oratorio di San Vigilio, oggi restaurato..

## Storia
Come suggerisce il nome, l'edificio fu luogo di villeggiatura estivo dei vescovi di Treviso almeno dal 1116. Nel 1337, durante la guerra che oppose la Serenissima agli Scaligeri, il palazzo venne incendiato ma i Veneziani, su richiesta di monsignor Pietro Paolo Dalla Costa, provvidero a ricostruirlo. I lavori, condotti dai murarii di Giavera, dovevano essersi già conclusi il 6 agosto 1342, in quanto il vescovo si dichiarava soddisfatto del suo nuovo palazzo.
Tra il 1443 e il 1454 la diocesi fu retta da Ermolao Barbaro, il quale effettuò varie modifiche «conducendovi non pur "murarii", ma architetti e artisti». In questo periodo fu suo ospite lo zio Francesco che attendeva l'arrivo del cardinale Daniele Barbaro nel patriarcato di Aquileia.
Ulteriori restauri furono apportati dai vescovi Nicolò Franco e Bernardo de' Rossi. Dopo l'arrivo di due vescovi Corner, questa famiglia ebbe dapprima il giuspatronato sull'oratorio di San Vigilio (1582), quindi divenne proprietaria dell'intero complesso finché, rimasti senza eredi maschi, il tutto tornò ai vescovi.
Adibita a lazzaretto nel 1884 e occupata dai soldati durante la Grande Guerra, nel 1937 la villa fu venduta dalla diocesi. Ridotta a pastificio, negli ultimi anni è stata convertita in complesso residenziale.

## Edificio
La villa si articola in tre volumi, ovvero il corpo principale trecentesco e le aggiunte successive, collegati fra loro per dare un unico insieme con pianta a "T". 
La facciata del corpo principale è asimmetrica e tripartita, con le finestre distribuite lungo interassi regolari. Il portale d'ingresso, con profilo architravato, si trova al centro ed è sormontato da una finestra, sempre architravata, al primo piano. Lungo gli assi di simmetria, ai lati, si dispongono altre due finestre incorniciate da elementi in pietra. Sempre in pietra sono la fascia marcapiano che si svolge lungo tutte le facciate, i cantonali agli angoli e i conci del basamento.